# Hebardina pallipalpis
Hebardina pallipalpis är en kackerlacksart som först beskrevs av Jean Guillaume Audinet Serville 1839.  Hebardina pallipalpis ingår i släktet Hebardina och familjen storkackerlackor. Inga underarter finns listade i Catalogue of Life.